# 第8回全国高等学校選抜ラグビーフットボール大会
第8回全国高等学校選抜ラグビーフットボール大会は2007年4月2日から4月8日まで熊谷ラグビー場及び陸上競技場及び補助陸上競技場にて行われた全国高校選抜ラグビー大会である。

## 概要
今大会から新規チャレンジ枠として2枠増えて第9回大会まで参加校は26チームになった。

## 出場校
※はシード校
北海道ブロック
- 北見北斗（4年ぶり2回目）

東北ブロック
- 仙台育英※（2年連続7回目）
- 盛岡工（3年ぶり3回目）
- 三本木農（2年連続3回目）

関東ブロック
- 桐蔭学園※（6年連続7回目）
- 國學院久我山※（2年連続6回目）
- 茗溪学園（3年連続3回目）
- 東農大二（3年ぶり3回目）

北信越ブロック
- 岡谷工（2年ぶり7回目）

東海ブロック
- 春日丘（初出場）
- 東海大翔洋（2年連続3回目）

近畿ブロック
- 伏見工※（2年ぶり4回目）
- 天理※（3年ぶり2回目）
- 東海大仰星（8年連続8回目）
- 関西学院（初出場）
- 京都成章（2年連続2回目）

中国ブロック
- 尾道（3年ぶり2回目）

四国ブロック
- 北条（初出場）

九州ブロック
- 東福岡※（2年連続5回目）
- 熊本西（初出場）
- 長崎北陽台（初出場）

開催県枠
- 正智深谷（2年連続7回目）

チャレンジ枠
- 男鹿工（初出場）
- 天理教校学園（初出場）

新規チャレンジ枠
- 札幌山の手（4年連続4回目）
- 新潟工（初出場）

## 試合結果
- 時刻はすべて日本標準時 (UTC+9)
- 太字は勝利校を示す。

### 1回戦
| 2007年04月02日 11:00 | 京都成章   | 46-10 | 盛岡工       | Bグラウンド |
| 2007年04月02日 11:00 | 熊本西     | 12-38 | 関西学院     | 陸上競技場  |
| 2007年04月02日 11:00 | 男鹿工     | 49-0  | 北条         | 陸上競技場  |
| 2007年04月02日 12:15 | 北見北斗   | 0-25  | 尾道         | 陸上競技場  |
| 2007年04月02日 12:15 | 札幌山の手 | 5-84  | 茗溪学園     | Bグラウンド |
| 2007年04月02日 12:15 | 三本木農   | 0-13  | 東海大翔洋   | 陸上競技場  |
| 2007年04月02日 13:30 | 東農大二   | 43-12 | 天理教校学園 | 陸上競技場  |
| 2007年04月02日 13:30 | 長崎北陽台 | 62-19 | 新潟工       | Bグラウンド |
| 2007年04月02日 13:30 | 正智深谷   | 5-37  | 東海大仰星   | 陸上競技場  |
| 2007年04月02日 14:45 | 春日丘     | 45-0  | 岡谷工       | 陸上競技場  |

### 2回戦・敗者戦
| 2007年04月03日 10:00 | 三本木農   | 26-19 | 天理教校学園 | 陸上競技場  |
| 2007年04月03日 11:00 | 京都成章   | 10-37 | 東福岡       | Bグラウンド |
| 2007年04月03日 11:00 | 東農大二   | 10-32 | 仙台育英     | 陸上競技場  |
| 2007年04月03日 11:15 | 新潟工     | 5-35  | 熊本西       | 陸上競技場  |
| 2007年04月03日 12:15 | 天理       | 27-26 | 春日丘       | Bグラウンド |
| 2007年04月03日 12:15 | 関西学院   | 55-12 | 東海大翔洋   | 陸上競技場  |
| 2007年04月03日 12:30 | 盛岡工     | 95-0  | 札幌山の手   | 陸上競技場  |
| 2007年04月03日 13:30 | 尾道       | 7-10  | 東海大仰星   | Bグラウンド |
| 2007年04月03日 13:30 | 長崎北陽台 | 17-33 | 國學院久我山 | 陸上競技場  |
| 2007年04月03日 13:45 | 正智深谷   | 46-5  | 岡谷工       | 陸上競技場  |
| 2007年04月03日 14:45 | 桐蔭学園   | 69-5  | 男鹿工       | Bグラウンド |
| 2007年04月03日 14:45 | 伏見工     | 20-5  | 茗溪学園     | 陸上競技場  |
| 2007年04月03日 15:00 | 北条       | 12-50 | ''北見北斗   | 陸上競技場  |

### 準々決勝
| 2007年04月05日 11:00 | 桐蔭学園 | 22-14 | 東海大仰星   | 陸上競技場 |
| 2007年04月05日 12:20 | 天理     | 15-31 | 東福岡       | 陸上競技場 |
| 2007年04月05日 13:30 | 伏見工   | 43-7  | 國學院久我山 | 陸上競技場 |
| 2007年04月05日 14:45 | 関西学院 | 14-37 | 仙台育英     | 陸上競技場 |

### 準決勝
| 2007年04月06日 12:00 | 伏見工   | 27-12 | 仙台育英 | 陸上競技場 |
| 2007年04月06日 13:15 | 桐蔭学園 | 15-14 | 東福岡   | 陸上競技場 |

### 決勝
| 4月8日 13:00 | 桐蔭学園 | 12-17 | 伏見工 | 陸上競技場 観客数: 1,000人 レフリー: 新野好之 |
| 4月8日 13:00 | 詳細     |       |        | 陸上競技場 観客数: 1,000人 レフリー: 新野好之 |

| 全国高等学校選抜ラグビーフットボール大会 第8回大会 優勝 |
| ------------------------------------------------------- |
| 伏見工業高校 初優勝                                     |